# Theosophical Society of the Arya Samaj
Die Theosophical Society of the Arya Samaj of Aryavarta, manchmal auch Theosophical Society of the Arya Samaj of India, meist jedoch nur kurz Theosophical Society of the Arya Samaj (TS of AS), war die Bezeichnung für die Theosophische Gesellschaft vom 22. Mai 1878 bis zum März 1882, als sie ein Teil der hinduistischen Reformbewegung Arya Samaj war.

## Geschichte
1875 gründete Swami Dayananda Saraswati im indischen Mumbai unter dem Namen Arya Samaj eine Bewegung zur Erneuerung des Hinduismus auf der alleinigen Grundlage des Veda. Im gleichen Jahr, nur wenige Monate später, wurde in New York von Helena Blavatsky, Henry Steel Olcott und anderen die Theosophische Gesellschaft ins Leben gerufen. Deren anfängliches Ziel war die wissenschaftliche Erforschung des Okkultismus.
Bereits 1870 hatte Olcott die Bekanntschaft des Inders Moolji Thakurshi (Moolji Thackersey) gemacht, sich dann jedoch aus den Augen verloren. 1877 erhielt Olcott zufällig Kenntnis von Thakurshis Adresse und schrieb daraufhin diesem einen Brief, worin er auch die Theosophische Gesellschaft, deren Präsident er war, samt ihren Zielen darstellte. Thakurshis Antwort wiederum erwähnte den Arya Samaj, beschrieb deren Vorhaben und verwies auf die Adresse dessen Präsidenten in Mumbai Hari Chand Chintamani (Hurrychund Chintamon). Im nun folgenden Briefwechsel zwischen Olcott und Chintamani erläuterte jeder die Position der eigenen Organisation, das brachte schließlich den Eindruck zahlreicher Übereinstimmungen zwischen den Lehren des Arya Samaj und der Theosophischen Gesellschaft als Ergebnis. Chintamani wurde daraufhin Mitglied der Theosophischen Gesellschaft, und Olcott begann einen Schriftverkehr mit Dayananda Saraswati, dem Gründer des Arya Samaj, von dem Blavatsky zudem behauptete, seine Seele sei die eines Meisters der Weisheit. In mehreren Briefen ersuchte Olcott Dayananda um Erleuchtung und Ratschläge, und dieser kam der Bitte mit teils umfangreichen Lehrschreiben nach, in denen er seine Glaubensregeln und Weltsicht darlegte. Schließlich kam der Vorschlag einer Vereinigung beider Gesellschaften auf, um gemeinsam unter der Führung Dayanandas die als übereinstimmend deklarierten Ziele zu verfolgen. Deren Hauptsache sollte der Kampf gegen falschen Glauben und die Suche und Verehrung eines gestaltlosen Gottes sein.
Auf einer Versammlung der Theosophischen Gesellschaft am 22. Mai 1878 in New York wurde die Fusionsvorschlag beschlossen. Mit diesem Beschluss war die Unterordnung der Theosophischen Gesellschaft unter den Arya Samaj verbunden, gleichzeitig anerkannte die Theosophische Gesellschaft Dayananda als ihr neues Oberhaupt und änderte ihren Namen in Theosophical Society of the Arya Samaj of Aryavarta, meist abgekürzt auf Theosophical Society of the Arya Samaj (TS of AS). Die erste und einzige Zweigstelle der TS of AS wurde am 27. Juni 1878 von Charles Carleton Massey in London gegründet und nannte sich British Theosophical Society of the Arya Samaj of Aryavart.
Blavatsky und Olcott schifften sich am 17. Dezember 1878 von New York nach Indien ein, wo sie am 16. Februar 1879 in Bombay eintrafen. Am folgenden Abend fand im Haus Chintamon Hurrychunds, des Präsidenten des Arya Samaj, in dem die beiden ihr Quartier hatten, ein großer Empfang mit 300 geladenen Gästen für sie statt. Doch am nächsten Tag präsentierte Hurrychund seinen amerikanischen Gästen eine Rechnung für all seine Auslagen. Da er die ihm TG-seitig anvertrauten Spenden veruntreut hatte, beendete man die Zusammenarbeit. Die beiden Theosophen verließen daraufhin die von Chintamani zur Verfügung gestellte Unterkunft und bezogen für die nächsten zwei Jahre in ein anderes Gebäude in Mumbai in der Girgaum Back Road.
De facto existierte die TS of AS nur mehr auf dem Papier, so führten die in dieser Zeit gegründeten Logen der Theosophen in Indien und Sri Lanka auch den Zusatz "Arya Samaj" nicht in ihrem Namen. Als Olcotts und Blavatsky am 25. Mai 1880 zum Buddhismus übertraten war die Trennung auch religiös vollzogen.
Der offizielle Bruch erfolgte erst am 26. März 1882, als Dayananda eine öffentliche Anklage unter dem Titel Humbuggery of the Theosophists vortrug, diese daraufhin auch als Flugschrift veröffentlichte und darin eine Reihe schwerer Vorwürfe gegen die Theosophen erhob. So bezeichnete er diese als "Gauner" und "Schwindler". Olcott antwortete darauf in der Zeitschrift The Theosophist im Juli 1882 mit dem Artikel Swami Dayanand's Charges, worin er die Anklagen zu widerlegen versuchte und seinerseits Dayananda belastete.
Blavatsky und Olcott hatten einen Wunder wirkenden Übermenschen zu sehen erwartet, fanden aber bei Dayananda nichts dergleichen. Dayananda wiederum hatte Mitstreiter seiner theologischen Überzeugungen erwartet, fand aber in den Theosophen Atheisten. Der Bruch mit dem Arya Samaj führte zur Neuformulierung der Ziele der Theosophischen Gesellschaft, die von Menschen aus den unterschiedlichsten Ländern und Kulturen gleichermaßen leicht akzeptabel war, was die internationale Verbreitung der Theosophie erleichterte.